# Цикломедуза
Цикломедуза (лат. Cyclomedusa) — викопний рід едіакарської біоти. Являла собою округле тіло з круглим центральним потовщенням і п'ятьма концентричними гребенями (дисками) зростання навколо неї. Більшість особин малого розміру, хоча відомі знахідки до 20 см в діаметрі. Концентричні круги не завжди точно округлі, особливо коли сусідні особини заважають нормальному росту. Помітні радіальні лінії, що виходять з центрального потовщення за межі зовнішніх дисків.
Цикломедузи були широко поширені в едіакарії. Описано декілька видів цих тварин. Найперші знахідки зроблено в Маянських відкладеннях (ранній неопротерозой Сибіру, 1100—850 млн років тому). Спочатку вважалося, що організм є повною подобою звичайної медузи, проте на деяких зразках помітні відхилення від правильної форми, викликані сусідством інших особин, які свідчать про те, що цикломедузи були бентосними тваринами. Відбитки не виявляють мускулатури, подібної до мускулатури сучасних медуз. На деяких відбитках помітна прикріплювальна частина, характерна для стеблових організмів, подібних до морського пір'я.
Існують припущення, що цикломедузи були колоніями мікроорганізмів. Д. Гражданкін порівнював концентричні та радіальні структури цикломедуз з аналогічними утвореннями сучасних бактеріальних колоній.
Відбитки цикломедуз знайдені в неопротерозойських відкладеннях в едіакарії (Австралія), Фіннмаркі (Норвегія), Чарнвуд-Форесті (Charnwood Forest) (Велика Британія), Оленьці (Росія), північному Китаї, Ньюфаундленді, північно-західній Канаді, Поділля (Україна), Уралі (Росія), узбережжі Білого моря (Росія) і Сонорі (Мексика).
Еволюційні попередники цикломедуз невідомі.